# Pagamento (direito)
Pagamento, no Direito, consiste no cumprimento ou adimplemento da obrigação. Ou seja, por meio do ato de pagar, a obrigação se extingue.  

## Noção e natureza do pagamento
As obrigações, via de regra, extinguem-se com o seu cumprimento. O Código Civil brasileiro de 2002 denomina tal cumprimento de pagamento, instituto conhecido no direito romano por solutio.
Carlos Roberto Gonçalves ressalta que embora a palavra “pagamento” na língua portuguesa seja utilizada, geralmente, para tratar da solução de dívidas em dinheiro, no sentido jurídico, trabalhado pelo Código Civil, ela significa o adimplemento da obrigação, de qualquer espécie, a exemplo de uma obra de arte entregue por um artista ou do pagamento do preço de um carro a seu vendedor. Portanto, o pagamento no direito civil representa, segundo Gonçalves, a realização, de forma voluntária, da prestação debitória, feita tanto pelo devedor como por terceiro, interessado ou não na extinção da obrigação.
Carlos Roberto Gonçalves assegura a aplicação de dois princípios fundamentais quanto ao pagamento: a boa-fé e a pontualidade. A boa-fé exige a devida diligência e comportamento esperado no cumprimento da obrigação, como preceitua o art. 422 do Código Civil, portanto, não permitindo que ninguém se beneficie de sua própria torpeza. Já o princípio da pontualidade exige não só o cumprimento no prazo devido, como também do modo acordado e no local determinado, via de regra, de forma integral, não sendo o credor obrigado a aceitar o cumprimento da prestação de forma parcelada.
O pagamento pode ser subdivido em direto, quando a obrigação se extingue pelos meios normais, e indireto, quando se extingue por meios em que não há o pagamento (anormais), a exemplo da prescrição da obrigação ou a compensação.
Quanto à natureza jurídica do pagamento, a doutrina diverge, principalmente por o pagamento poder se dar de diversas formas. Para a doutrina majoritária, tendo dentre os representantes Caio Mario, o pagamento pode se dar como negócio jurídico, podendo ser bilateral ou unilateral, ou ato jurídico stricto sensu. Diante disso, é possível traçar cinco elementos principais para que o pagamento produza seus efeitos: a existência do vínculo gerado pela obrigação; a intenção de solvê-la; o cumprimento da prestação; o sujeito que efetua o pagamento (chamado de solvente); por fim, a pessoa que recebe o pagamento (acipiente).

## Dos sujeitos do pagamento

### Do solvente
No artigo 304, o Código Civil estabelece que qualquer interessado no fim da dívida pode pagá-la, usando, se o credor se opuser, dos meios conducentes à exoneração do devedor.
Para efeitos legais o interessado é quem tem interesse jurídico de extinguir a dívida, sendo o principal deles o devedor, mas além deste os outros interessados como fiadores e sublocatários podem efetuar o pagamento, havendo a sub-rogação do credor para efeitos de cobrança contra o devedor e seus fiadores, como preceitua o art. 349. O Código Civil ainda garante que a recusa do credor em receber o pagamento feito pelo devedor ou por interessado enseja a consignação.
Em relação ao pagamento feito por terceiro não interessado, o Código Civil estabelece no Art. 304, parágrafo único:
Parágrafo único. Igual direito cabe ao terceiro não interessado, se o fizer em nome e à conta do devedor, salvo oposição deste.
Segundo Carlos Gonçalves, tal dispositivo dispõe que terceiros não interessados podem também realizar o pagamento, e via de regra, este é aceito pelo devedor, mas sua oposição pode retirar a legitimidade de terceiro para consignar.
Em relação aos terceiros, o Código Civil estabelece:
Art. 305. O terceiro não interessado, que paga a dívida em seu próprio nome, tem direito a reembolsar-se do que pagar; mas não se sub-roga nos direitos do credor.
Parágrafo único. Se pagar antes de vencida a dívida, só terá direito ao reembolso no vencimento.
Art. 306. O pagamento feito por terceiro, com desconhecimento ou oposição do devedor, não obriga a reembolsar aquele que pagou, se o devedor tinha meios para ilidir a ação.
Fica claro, portanto, que o pagamento quando é feito por terceiro não interessado em seu próprio nome enseja o reembolso, através da ação in rem verso contra o devedor, mas para que o terceiro não obtenha vantagem de sua ação, não se garante a este a sub-rogação dos direitos do credor. Gonçalves ainda ressalta que o que paga em nome e à conta do devedor, a contrario sensu, não tem direito ao reembolso, pois seu ato se deu como uma liberalidade, a exemplo da doação.

### Do acipiente
Em relação a quem se deve pagar, o Código Civil dispõe como regra geral o art. 308, com a seguinte redação:
Art. 308. O pagamento deve ser feito ao credor ou a quem de direito o represente, sob pena de só valer depois de por ele ratificado, ou tanto quanto reverter em seu proveito.
Carlos Gonçalves ressalta que o credor não é só a quem se dá originariamente o crédito, mas também outros sujeitos como o sub-rogado e o herdeiro. Assim, o Código estabelece que o pagamento deve de ser feito a quem for o credor no momento do cumprimento obrigacional.
Também pode receber o pagamento o representante do credor, que é equiparado a este, seja por via legal, decorrente da lei, a exemplo dos pais e tutores, judicial, nomeado por um juiz, a exemplo do inventariante ou convencional, ou seja, com mandato outorgado pelo credor, tendo prerrogativas como a possibilidade de dar quitação.
O Código Civil ainda estabelece no art. 311 o mandato tácito ou presumido legalmente, presunção esta que não é absoluta, podendo inclusive haver a responsabilização do credor se este não tomar a devida diligência na verificação de quem porta a quitação:
Art. 311. Considera-se autorizado a receber o pagamento o portador da quitação, salvo se as circunstâncias contrariarem a presunção daí resultante.
Ainda sobre o credor, o Código Civil traz outras disposições complementares transcritas a seguir:
Art. 309. O pagamento feito de boa-fé ao credor putativo é válido, ainda provado depois que não era credor.
Art. 310. Não vale o pagamento cientemente feito ao credor incapaz de quitar, se o devedor não provar que em benefício dele efetivamente reverteu.
Art. 312. Se o devedor pagar ao credor, apesar de intimado da penhora feita sobre o crédito, ou da impugnação a ele oposta por terceiros, o pagamento não valerá contra estes, que poderão constranger o devedor a pagar de novo, ficando-lhe ressalvado o regresso contra o credor.
Carlos Roberto Gonçalves assegura que o pagamento feito a terceiro não interessado não tem validade, se não for ratificado pelo credor, ou não gerar proveito para este, que não tolha sua liberdade de decisão e escolhas quanto à aquisição de bens. Prevalece, portanto no Código Civil brasileiro a máxima de que o mau pagador, paga duas vezes, como regra geral. Vale ressaltar ainda o art. 309 prevê a quitação do devedor, nos casos em que por erro escusável pagar ao credor putativo, o art. 310 que garante a invalidade do pagamento a credor incapaz, com a exceção de quando provado que tal pagamento se converteu em benefício a este e, por fim, o art. 312 que prevê outro caso de invalidade, quando o solvente, mesmo ciente, paga ao credor que teve seu crédito penhorado.

## Do objeto do pagamento
No que se refere ao tema, inicia Carlos Roberto Gonçalves (2012): “No tocante às condições objetivas do pagamento, pode-se dizer que este não poderá existir se não houver uma dívida”. Já que toda obrigação nasce para ser extinta, e é o pagamento que satisfaz tal dívida, a regra é que o seu cumprimento guarde conformidade com o que o devedor obrigou-se a prestar, sendo, portanto, considerado pela doutrina enquanto objeto do pagamento o que acordaram, anteriormente, as partes.
Ou seja, nas palavras de Caio Mário da Silva Pereira:
O pagamento há de coincidir com a coisa devida. E o devedor libera-se, prestando-a, seja mediante a entrega efetiva e material de uma coisa (obligatoio dandi) seja praticando o ato ou abstendo-se do fato (obligatio faciendi vel non faciendi).
O devedor, portanto, estará plenamente liberado apenas quando cumprir integralmente às prestações às quais se obrigou na forma, no tempo e no lugar precisos. Em casos de falta do devedor para com o credor e este não receber aquilo que lhe é devido por direito, tem a faculdade, em juízo, de exigir que a prestação seja cumprida e, caso haja a total impossibilidade em consegui-la por culpa do devedor, pleitear uma substituição da prestação.
Fica claro, dessa forma, que o não adimplemento da coisa devida e a sua conversão em, por exemplo, perdas e danos, não configura, no rigor técnico da palavra, o seu pagamento. Apenas com o cumprimento da prestação a qual se obrigou o devedor, o pagamento pode ser de fato considerado sua função extintiva da obrigação satisfeita.
O objeto do pagamento é dotado de patrimonialidade e corresponde exatamente ao que se obrigaram as partes. Ainda que a obrigação seja divisível, não se pode obrigar o credor a receber por partes se assim não se pactuou, já que vale, em todos os casos, o brocado latino pacta sunt servanda, como bem coloca o artigo 313 do Código Civil brasileiro:
Art. 313. O credor não é obrigado a receber prestação diversa da que lhe é devida, ainda que mais valiosa.
Entretanto, pode ser que circunstâncias imprevistas (não previstas e quem nem poderiam ter sido) modifiquem manifestamente o valor do objeto pactuado. Dessa forma, o juiz, a pedido do interessado, pode corrigir a manifesta desproporção a fim de assegurar que o valor real da prestação não se altere, ou seja, corresponda economicamente ao que fora, aprioristicamente, acordado. 

## Lugar do pagamento
O lugar do pagamento é “o local de cumprimento da obrigação e está, em regra, indicado no título constitutivo do negócio jurídico, ante o princípio da liberdade de eleição”, como bem coloca Maria Helena Diniz (2007). Assim, cabe, a priori, às partes estipularem o domicilio onde direitos e deveres serão materializados e também determinar a competência do juízo que deverá reconhecer as ações oriundas de alguma inadimplência advinda do contrato celebrado.
Entretanto, devido à alta tecnologia de que hoje nos servimos, o local do pagamento perdeu alguma de sua relevância para a maioria das obrigações, já que grande parte das transações é feita por meio da internet.
A regra adotada pelo Código Civil é a de que, no silêncio das partes, o pagamento deverá ser feito no domicílio do devedor. Entretanto, existem alguns instrumentos que disciplinam esse âmbito espacial da obrigação. O “domicílio de eleição” é, justamente, esse local estipulado para o cumprimento da prestação.
Se for o caso de haver uma pluralidade de domicílios, a escolha caberá ao credor, exceto se a coisa prestada for um imóvel, já que o cumprimento da prestação, nesse caso, deverá ocorrer no local onde o bem for localizado.
Há, por isso, uma diferenciação na classificação das dívidas de acordo com o local de seu cumprimento: existem dívidas quesíveis ou querables, as pagas no domicílio do devedor, e as portáveis ou portables, que são pagas em local diverso. Entende-se, porém, que, caso o cumprimento de uma prestação em obrigações de trato sucessivo, por exemplo, seja feito em local diverso do acordado reiteradas vezes, mas o credor nada reclame quanto a isso, houve uma renúncia tácita por meio deste quanto ao local diverso.

## Tempo do pagamento
O tempo do pagamento nada mais é que o momento eleito pelas partes para que o cumprimento da prestação ocorra. O inadimplemento, dessa forma, se dá quando o pagamento não ocorre no tempo em que se esperava que ele fosse feito, gerando assim, juros pelo não cumprimento da obrigação em seu tempo devido, via de regra, para o devedor.
A não observância do tempo do pagamento é que faz com que o devedor seja, de fato, inadimplente, pois a dívida só se torna exigível quando for vencida. Como nos coloca Maria Helena Diniz (2007) “Convencionado o dia do vencimento, o devedor não poderá retarda-lhe a execução e o credor não poderá exigir antecipadamente a prestação devida.” Entretanto, duas exceções são comportadas por essa regra:
a) Caso o prazo seja estabelecido em favor do devedor, como é de maior frequência, e este optar por renunciar tal benefício e antecipar o pagamento que deve fazer, sem, contudo, ter direito a quaisquer descontos;
b) Se a situação fática estiver em concordância com algum dispositivo do Artigo 333 do Código Civil, que diz:
Art. 333. Ao credor assistirá o direito de cobrar a dívida antes de vencido o prazo estipulado no contrato ou marcado neste Código:
I - no caso de falência do devedor, ou de concurso de credores;
II - se os bens, hipotecados ou empenhados, forem penhorados em execução por outro credor;
III - se cessarem, ou se se tornarem insuficientes, as garantias do débito, fidejussórias, ou reais, e o devedor, intimado, se negar a reforçá-las.
Assim, sem a necessidade de ato posterior do credor para constitui-la, a mora ex re se faz presente para o devedor nas obrigações positivas (ação), líquidas (valor determinado ou determinável por meros cálculos matemáticos) e a termo (efeitos submetidos a um futuro certo). Caberá a mora também para o credor que, por algum motivo, impossibilitar o pagamento no tempo acordado.
Nos casos das obrigações puras, aquelas que não são submetidas a nenhum elemento acidental, serão exigíveis de imediato as em que não se estipular prazo algum, como coloca o artigo 331 do Código Civil - negócio jurídico inter vivos. Como em toda regra a exceção existe e, nesse caso, está presente nas obrigações cujo cumprimento demande tempo ou que deva acontecer em local diverso. Em se falando de causa mortis, a declaração de vontade feita em vida surtirá seus efeitos e será, portanto, exigível com morte de quem a declarou.

## Do pagamento por sub-rogação

### Origem
O instituto do pagamento por sub-rogação tem sua origem no Direito romano, possuindo o objetivo de proteger o terceiro que salda dívida alheia e evitar o consequente enriquecimento ilícito deste que devia a obrigação.

### Definição
Conceitua-se a sub-rogação (ativa) pela doutrina como sendo a "substituição de uma coisa por outra, com os mesmos ônus e atributos ou de uma pessoa por outra, que terá os mesmos direitos e ações daquela" (Maria Helena Diniz, 2002). Para a ciência jurídica, "sub-rogar" alude à uma substituição do sujeito ativo da relação obrigacional. A sub-rogação enquanto instituto do âmbito obrigacional é encontrada entre os arts. 346 e 351 do Código Civil.
Alega Carlos R. Gonçalves que se trata de um instituto autônomo e anômalo, pois constitui uma exceção à regra de que o pagamento extingue a obrigação. No caso da sub-rogação, o pagamento apenas promove uma alteração subjetiva da obrigação, alterando o polo ativo (credor) da relação.
Existem dois efeitos da sub-rogação: um efeito liberatório que se refere à extinção do débito em relação ao credor original e um efeito translativo que se dá pela transferência da relação obrigacional para o novo credor.

### Classificações
Dividimos a sub-rogação em legal (art. 346 do CC) e convencional (art. 347 do CC). Distingue-se as formas de sub-rogação de acordo com o terceiro que ingressa na relação obrigacional existente; havendo interesse por parte do terceiro - interesse este de natureza patrimonial - configura-se a sub-rogação legal. Quando não há interesse por parte do terceiro, estamos diante da sub-rogação convencional.
São hipóteses de sub-rogação de pleno direito (legal) previstas no Código Civil:
I - do credor que paga a dívida do devedor comum (situações estas em que solvens e accipiens são credores da mesma pessoa);
II - do adquirente do imóvel hipotecado, que paga a credor hipotecário, bem como do terceiro que efetiva o pagamento para não ser privado de direito sobre imóvel (essa previsão não era existente no Código anterior);
III - do terceiro interessado, que paga a dívida pela qual era ou podia ser obrigado, no todo ou em parte (ex: fiador que paga a dívida do devedor principal e fica sub-rogado nos direitos do credor).
São hipóteses de sub-rogação convencional previstas no Código Civil:
I - quando o credor recebe o pagamento de terceiro e expressamente lhe transfere todos os seus direitos (nesses casos, deve ocorrer uma aplicação residual das regras de cessão como prevê o art. 348);
II - quando terceira pessoa empresta ao devedor a quantia precisa para solver a dívida, sob a condição expressa de ficar o mutante sub-rogado nos direitos do credor satisfeito (ex: caso de mútuo - empréstimo de dinheiro para quitar a dívida).

### Divergência Doutrinária
A divergência doutrinária na temática em questão existe quanto à possibilidade ou não de se instituir um certo caráter oneroso à sub-rogação convencional. Esse caráter seria instituido através da cobrança de valor diverso do previsto na obrigação. Aduz a doutrina contrária à possibilidade que tal instituição afeiçoaria ao instituto um caráter igual ao da cessão de crédito - por possuir natureza onerosa/um intuito especulativo que é incompatível com o caráter gratuido que permeia a sub-rogação. Alega também que tal atribuição violaria princípios como o da boa-fé (art. 422), da proteção do aderente (art. 423 e 424), a impossibilidade de enriquecimento sem causa (art. 884) e o dever de proporcionalidade que rege o ordenamento jurídico.
A doutrina favorável à possibilidade alega que seria possível estipular um montante maior para a cobrança da dívida pelo novo credor, dando caráter oneroso ao instituto, tornando o mesmo similar à cessão de crédito.

### Distinção entre Sub-rogação, Cessão de crédito e Novação subjetiva ativa
Institutos dotados de certas semelhanças, a sub-rogação e a cessão de crédito possuem distinção primária em sua essência. Enquanto que esta é dotada de natureza onerosa, com intuito especulativo, aquela somente pode possuir natureza gratuita. É possível definir a cessão de crédito como sendo uma forma de transmissão das obrigações, enquanto que o pagamento com sub-rogação constitui uma forma de pagamento indireto, pela mera substituição do credor, mantendo-se os demais elementos da obrigação. Encontramos diferença na necessidade e notificação do devedor, no caso da cessão, de para que o mesmo saiba a quem pagar (art. 290 do CC) ou na não necessidade - exceto na hipótese do art. 347, I, do CC - (art. 348) na sub-rogação. Uma outra maneira de distinção que deve ser citada é o caráter gratuito obrigatório da sub-rogação, enquanto que na cessão de crédito pode haver caráter oneroso.
Outro instituto que por vezes se confunde com a sub-rogação é o da novação subjetiva ativa. Este consiste em uma forma de pagamento na qual existe o surgimento de uma nova obrigação, com animus novandi inequívoco. Diferentemente do que ocorre na sub-rogação, pois nesta ocorre apenas a substituição do credor enquanto que permanecem intactos os demais elementos da obrigação.  

## Do Pagamento em consignação
O pagamento em consignação representa uma das chamadas formas especiais ou indiretas do adimplemento. Assim como todas as formas de prestação, seu efeito é a extinção do vínculo obrigacional entre devedor e o credor.
Este instituto foi herdado do Direito romano, onde era considerado uma forma anormal de cumprimento da obligatio. Caso houvesse recusa do credor em relação ao modo, ao tempo ou a forma do pagamento, o devedor tinha o direito de de cumprir a obrigação por consignação. O juiz determinava um local, normalmente considerado sagrado ou com forte importância religiosa, para que o devedor colocasse em depósito (consignare, do latim, pôr em depósito, tornar conhecido) a quantia devida, solvendo sua obrigação. Segundo a professora Maria Helena Diniz, o motivo da escolha de santuários e templos era, além da notoriedade de tais ambientes, a crença de que seu caráter religioso seria capaz de inibir eventuais roubos e fraudes.

### Definição
Ainda na lição de Maria Helena Diniz, atualmente, o pagamento em consignação pode ser definido como o meio indireto do devedor exonerar-se do liame obrigacional, consistente no depósito em juízo ou estabelecimento bancário da coisa devida, nos casos e formas legais. Encontramos sua previsão legal nos artigos 334 a 345 do Código Civil e nos artigos 539 a 553 do novo Código de Processo Civil. Daí a observação de Venosa quanto à natureza jurídica dúplice deste instituto, fazendo parte do direito civil propriamente dito e do direito processual. Estes dois aspectos se complementam, sendo o poder liberatório da consignação regulado pelo CC e os meios de sua execução pelo direito processual civil.
O pagamento em consignação resguarda o direito do devedor de exonerar-se de sua obrigação quando do adimplemento. Considera-se um meio indireto, já que a prestação não é entregue diretamente ao credor, mas depositada, por motivo justo, em juízo. Enquadrando-se nas hipóteses legais da consignação, o devedor que cumpre sua prestação poderá ser liberado do vínculo obrigacional independentemente da aquiescência do seu credor.

### Hipóteses legais
Para o pagamento em consignação vale a regra do formalismo, aceito somente nos estritos casos previsto em lei. Estas hipóteses estão previstas no artigo 335 do Código Civil:
Art. 335. A consignação tem lugar:

I - se o credor não puder, ou, sem justa causa, recusar receber o pagamento, ou dar quitação na devida forma;
II - se o credor não for, nem mandar receber a coisa no lugar, tempo e condição devidos;
III - se o credor for incapaz de receber, for desconhecido, declarado ausente, ou residir em lugar incerto ou de acesso perigoso ou difícil;
IV - se ocorrer dúvida sobre quem deva legitimamente receber o objeto do pagamento;
V - se pender litígio sobre o objeto do pagamento.
Em caso de impossibilidade ou recusa injustificados (I) do recebimento do pagamento ou reconhecimento da solvência, considera-se o devedor livre de culpa, não sendo obrigado a realizar a consignação ou considerado em mora. A lei faculta-lhe, ainda assim, a possibilidade de consignação do pagamento, para que possa provar ao mesmo tempo seu adimplemento e a recusa sem causa justa por parte de seu credor. Nesse quadro, atenta Sílvio Rodrigues, que “quando a recusa do credor é justificada, a ação de pagamento em consignação é julgada improcedente; quando não se esteia em boa razão, a ação é julgada procedente e o depósito equivale ao pagamento.”
A segunda hipótese trata de dívida quesível, em que cabe ao credor a iniciativa de comparecimento ao local devido para o recebimento da prestação, a ser realizada em local diverso de seu domicílio. Carlos Roberto Gonçalves afirma que em caso de não comparecimento do credor ou de representante seu, poderá o devedor solicitar a consignação ao atestar a inércia da outra parte.
Caso o credor seja incapaz de receber a prestação, desconhecido, declarado ausente ou residente de lugar incerto ou de acesso perigoso ou difícil, conceder-se-á ao devedor a faculdade de consignar o pagamento.
Quando houver dúvida quanto à legitimidade do credor, o devedor pode valer-se do pagamento consignado, de modo a evitar um pagamento inadequado. Em caso de dois ou mais possíveis credores interessados no pagamento, havendo dúvida em relação a qual deles é legítimo, lembra Gonçalves que o devedor poderá requerer o depósito em juízo com a devida citação dos interessados.
Por fim, poderá o devedor resolver sua obrigação por consignação quando o objeto do pagamento for também objeto de litígio. É importante mencionar a observação de Sílvio Venosa de que o litígio referido nesta hipótese é entre o credor e terceiro. O devedor, por não fazer parte da disputa, deverá depositar em juízo o pagamento, considerando-se livre do vínculo obrigacional.